# 1738 год в музыке

## События
- Антонио Вивальди проводит фестиваль по случаю 100-летия со дня открытия первого голландского театра Schouwburg van Van Campen.
- 4 мая — Жан Батист Ланде основал в Санкт-Петербурге придворную танцевальную школу — «Танцо́вальную Ея Императорского Величества школу».
- Считается, что в этом году вышел в свет сборник сонат Доменико Скарлатти «Упражнения для клавесина[англ.]», последняя, 30-я соната которого позднее стала известна как «Кошачья фуга».

## Произведения
- Франческо Дуранте — Messa piccola di requiem in G.

### Оперы
- Томас Арн — Comus.
- Антонио Биони (итал. Antonio Bioni) — Girita.
- Георг Фридрих Гендель —
  - Serse;
  - Faramondo.
- Джованни Баттиста Пешетти (итал. Giovanni Battista Pescetti) — «Завоевание Золотого Руна» (итал. La Conquista del Vello D'Oro).
- Франческо Мария Верачини (итал. Francesco Maria Veracini) — «Розалинда» (итал. Rosalinda).

## Родились
- Май — Джонатан Бэттишилл (англ. Jonathan Battishill), английский композитор, музыкант и концертный тенор (умер 10 декабря 1801).
- 14 августа — Леопольд Хофман, австрийский композитор и дирижёр (умер 17 марта 1793).
- 15 ноября — Уильям Гершель, английский астроном и композитор немецкого происхождения (умер 25 августа 1822).
- 14 декабря — Ян Антонин Кожелух, чешский композитор, двоюродный брат и первый учитель композитора Леопольда Кожелуха, с которым его нередко путают (умер 3 февраля 1814).

Дата неизвестна —
- Карло Безоцци (итал. Carlo Besozzi), итальянский композитор и гобоист (умер 22 марта 1791).
- Томас Эбдон (англ. Thomas Ebdon), британский композитор и органист (умер в 1811).

## Умерли
- 6 января — Франц Ксавер Муршхаузер (нем. Franz Xaver Murschhauser), немецкий композитор и теоретик (родился 1 июля 1663).
- 17 января — Жан-Франсуа Дандриё (фр. Jean-François Dandrieu), французский барочный клавесинист, органист и композитор (родился в 1682 году).
- 25 марта — Торла О’Каролан, ирландский слепой странствующий арфист, певец, поэт и композитор, привнесший в ирландскую арфовую музыку черты континентальной музыки барокко (родился в 1670).
- 20 июля — Томмазо Реди (итал. Tommaso Redi), итальянский композитор (родился в 1675).
- 29 августа — Георг Рейттер Старший (нем. Georg Reutter), австрийский органист и композитор, отец Георга Рейттера Младшего (родился 3 ноября 1656).
- 23 сентября — Карло Агостино Бадиа (итал. Carlo Agostino Badia), австрийский оперный композитор итальянского происхождения, «императорский придворный композитор» в Вене (родился в 1672)[1].
- 22 декабря — Жан-Жозеф Муре (фр. Jean-Joseph Mouret), французский композитор, автор популярного и поныне Fanfare-Rondeau (родился 11 апреля 1681).

Дата неизвестна —
- Барон Андерс фон Дубен (нем. Anders von Düben), директор Шведского Королевского оркестра (родился в 1673).
- Хосе де Торрес (исп. José de Torres), испанский композитор, органист, музыкальный теоретик и издатель (родился в 1665).
- Ричард Шарке (англ. Richard Charke), английский скрипач, композитор, оперный баритон и драматург (родился (вероятно) в 1709).